# بريول سور بار
بريول سور بار هي بلدية فرنسية تقع في إقليم الأردين في منطقة غراند إيست.

## الأماكن والمعالم الأثرية

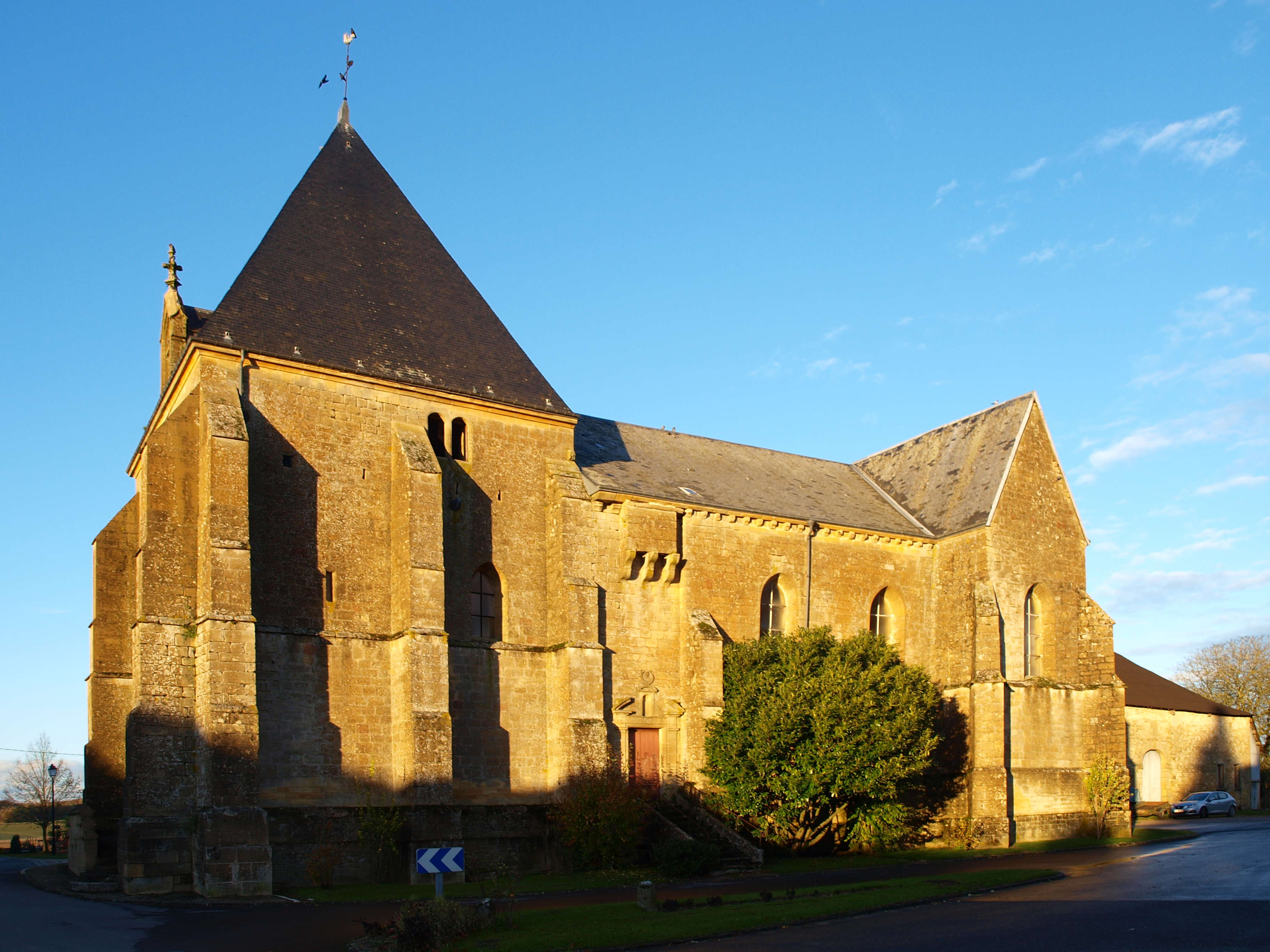
كنيسة نوتردام.
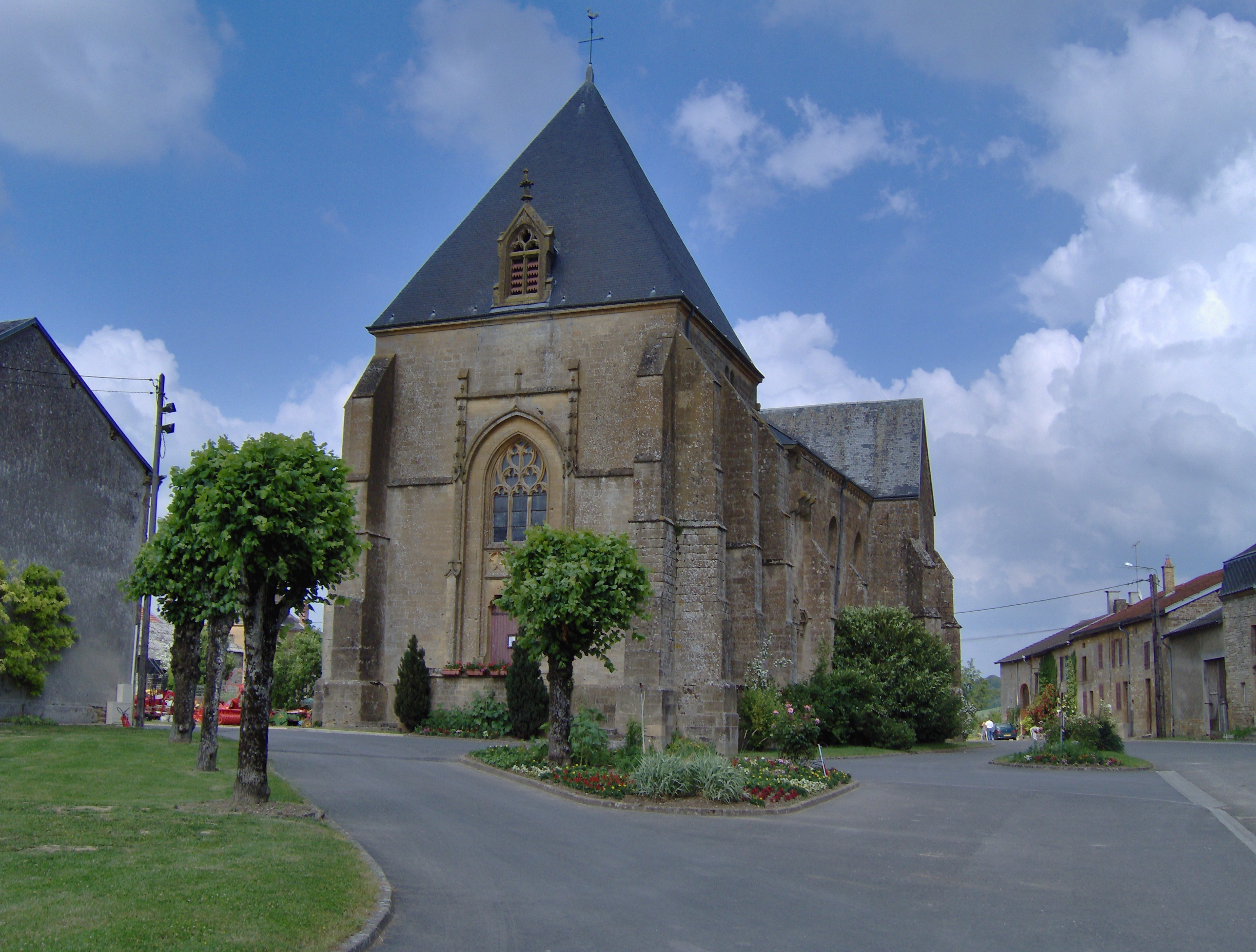
كنيسة نوتردام.
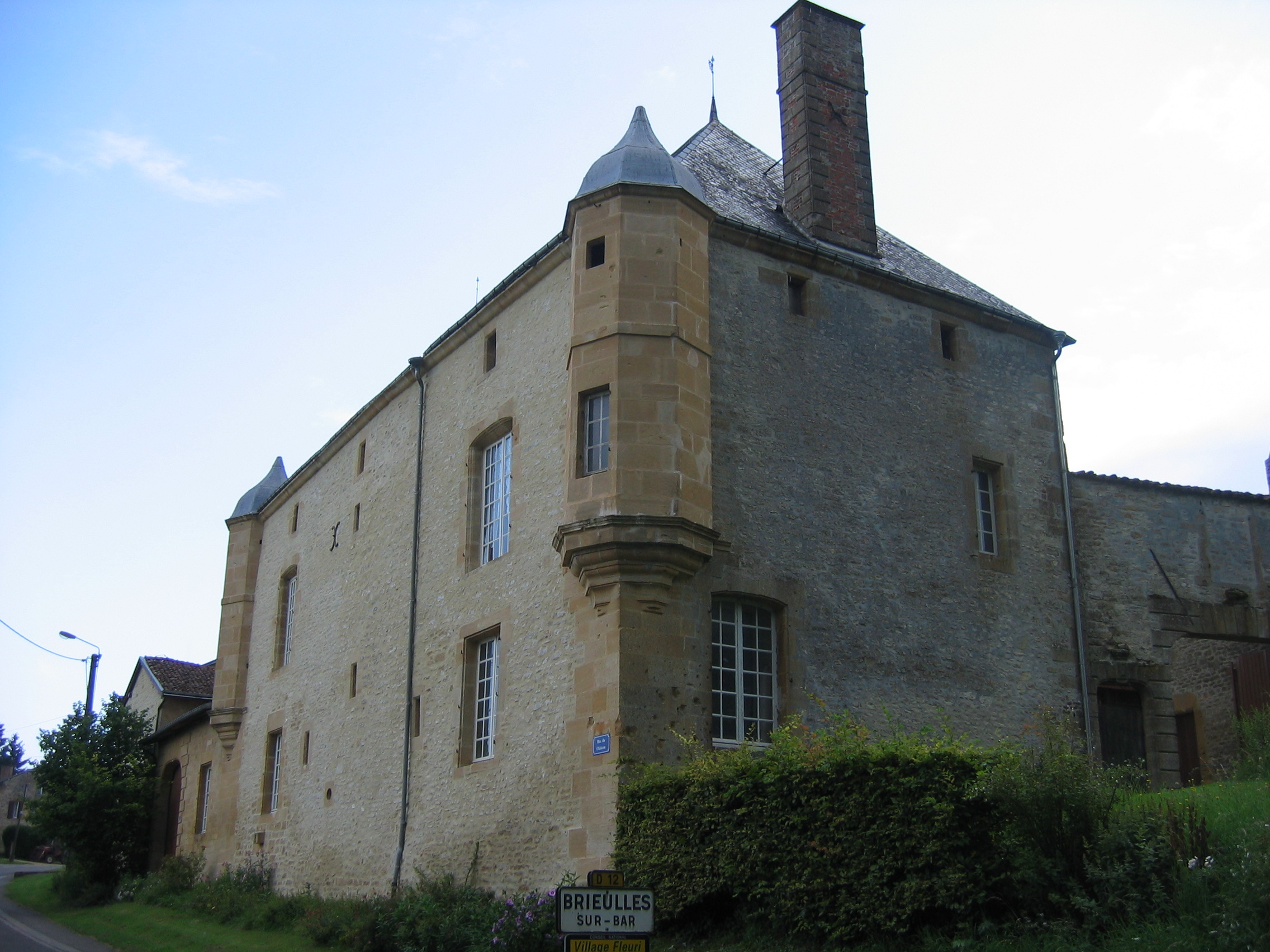
مزرعة القلعة.
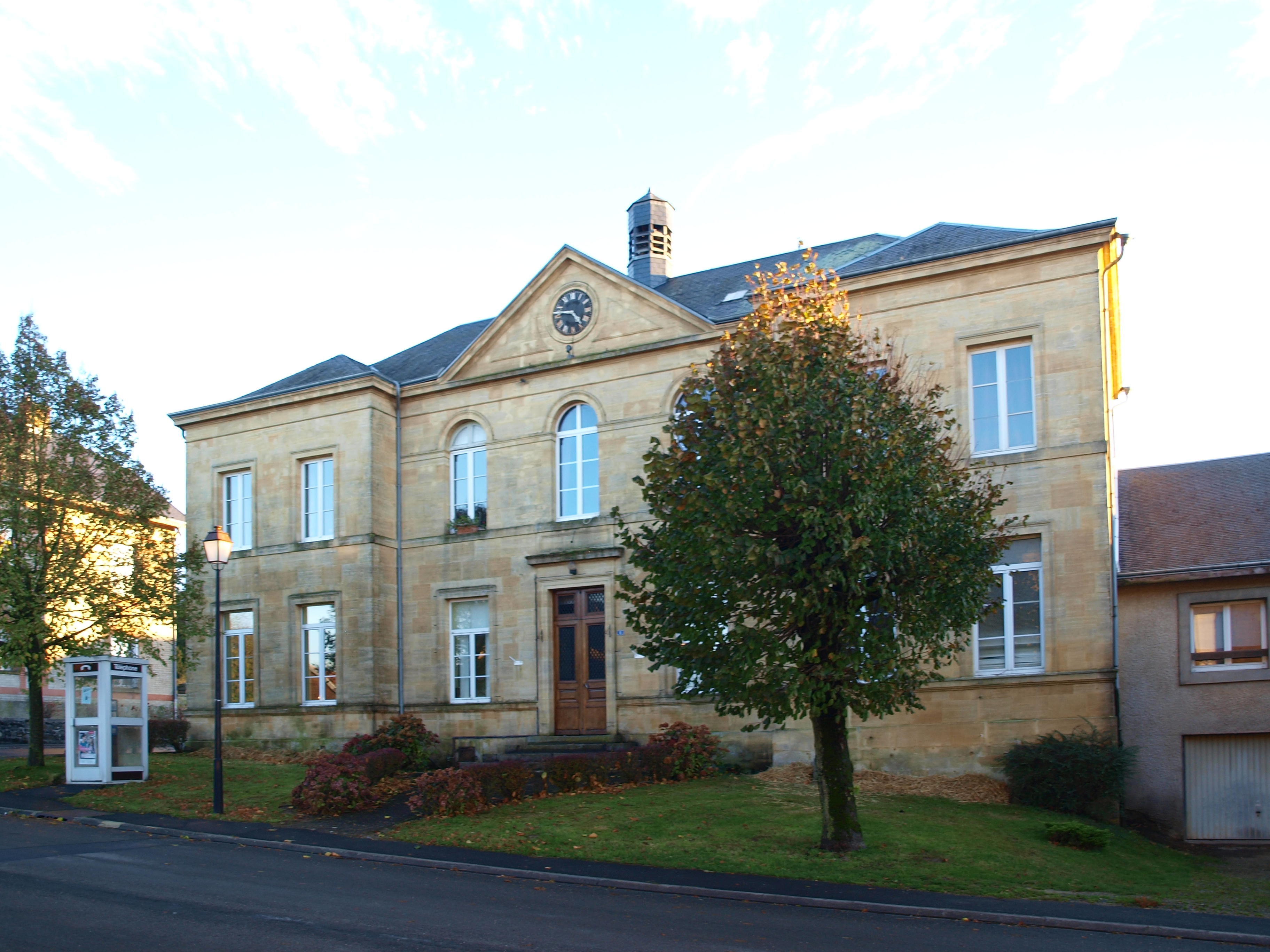
مقر البلدية